# Lista över Zimbabwes premiärministrar
Detta är en lista över Zimbabwes premiärministrar från 1980 och framåt. 2013 avskaffades posten som premiärminister i Zimbabwe.
| Namn                            | Ämbetsperiod                         |
| ------------------------------- | ------------------------------------ |
| Robert Mugabe                   | 18 april 1980 – 31 december 1987     |
| Premiärministerposten avskaffad | 31 december 1980 – 11 februari 2009  |
| Morgan Tsvangirai               | 11 februari 2009 – 11 september 2013 |